# Liste der politischen Parteien in Indien
Die registrierten politischen Parteien Indiens werden in ‚nationale Parteien‘ (national parties) und ‚bundesstaatliche Parteien‘ (state parties) eingeteilt. Die entsprechende Anerkennung erfolgt durch die Wahlkommission Indiens.

## Registrierung als politische Partei

Symbole der nationalen (landesweit registrierten) Parteien

Eine Registrierung als politische Partei bei der Indischen Wahlkommission ist keine Pflicht, sie verschafft den betreffenden Parteien aber gewisse Vorteile. Registrierte politische Parteien können sich aus einer Reihe von Wahlsymbolen, die durch die Wahlkommission bereitgestellt werden, eines auswählen und haben dann das exklusive Recht, dieses entweder auf Bundesstaatsebene (bundesstaatliche Parteien, state parties) oder landesweit (nationale Parteien, national parties) zu benutzen. Das garantiert einen hohen Wiedererkennungswert bei den immer noch zum erheblichen Teil analphabetischen Wählern. Zum anderen können registrierte Parteien einfacher Kandidaten nominieren. Sie erhalten kostenlos zwei Exemplare des Wählerverzeichnisses und haben Anspruch auf einen Anteil an Sendezeit im staatlichen Rundfunk und Fernsehen.
Die Registrierung beim Sekretär der Indischen Wahlkommission in Delhi geht relativ einfach vonstatten. Mindestens 100 Wähler aus dem jeweiligen Bundesstaat müssen per Unterschrift ihre Unterstützung der Partei bestätigen. Es muss ein vom Generalsekretär der Partei oder dem Parteipräsidenten beglaubigtes politisches Programm vorgelegt werden, in dem genau spezifiziert ist, in welchen Abständen welche innerparteilichen Wahlen zu den Parteigremien stattfinden und wie die Provisionen im Falle einer Auflösung oder einer Fusion mit einer anderen Partei sind. Der Generalsekretär oder Parteipräsident muss ein polizeiliches Führungszeugnis ohne Vorstrafen vorlegen und es ist eine Gebühr von 10.000 Rupien zu entrichten. Die Registrierung muss eine vorgegebene Erklärung enthalten, in denen sich die Partei zur indischen Verfassung bekennt, sowie zur „Einhaltung der Prinzipien des Sozialismus, Säkularismus und der Demokratie“, sowie zur „Wahrung der Unabhängigkeit, Einheit und Integrität Indiens“ verpflichtet. Diese Erklärung muss auch Bestandteil der Parteiverfassung sein.

## Nationale Parteien
| Wahl      | Nationale Parteien |
| --------- | --- |
| 1951–1952 | Bharatiya Jana Sangh Bolshevik Party of India Communist Party of India Forward Bloc (Marxist group) Forward Bloc (Ruikar group) Akhil Bharatiya Hindu Mahasabha Indischer Nationalkongress Krishikar Lok Party Kisan Mazdoor Praja Party Revolutionary Communist Party of India Akhil Bharatiya Ram Rajya Parishad Revolutionary Socialist Party All India Scheduled Castes Federation Sozialistische Partei |
| 1957      | Bharatiya Jana Sangh Communist Party of India Indischer Nationalkongress Praja Socialist Party |
| 1962      | Bharatiya Jana Sangh Communist Party of India Indischer Nationalkongress Praja Socialist Party Sozialistische Partei (R. M. Lohia) Swatantra-Partei |
| 1967      | Bharatiya Jana Sangh Communist Party of India Communist Party of India (Marxist) Indischer Nationalkongress Praja Socialist Party Samyukta Socialist Party Swatantra-Partei |
| 1971      | Bharatiya Jana Sangh Communist Party of India Communist Party of India (Marxist) Indischer Nationalkongress Indian National Congress (Organisation) Praja Socialist Party Samyukta Socialist Party Swatantra-Partei |
| 1977      | Bharatiya Lok Dal Communist Party of India Communist Party of India (Marxist) Indischer Nationalkongress Indian National Congress (Organisation) |
| 1980      | Communist Party of India Communist Party of India (Marxist) Indischer Nationalkongress (Indira) Indian National Congress (Urs) Janata Party Janata Party (Secular) |
| 1984      | Bharatiya Janata Party Communist Party of India (Marxist) Indischer Nationalkongress Indian Congress (Socialist) Janata Party Lok Dal |
| 1989      | Bharatiya Janata Party Communist Party of India Communist Party of India (Marxist) Indischer Nationalkongress Indian Congress (Socialist) – Sarat Chandra Sinha Janata Dal Janata Party (JP) Lok Dal (Bahaguna) |
| 1991      | Bharatiya Janata Party Communist Party of India Communist Party of India (Marxist) Indischer Nationalkongress Indian Congress (Socialist) – Sarat Chandra Sinha Janata Dal Janata Dal (Samajwadi) Janata Party |
| 1996      | Bharatiya Janata Party All India Indira Congress (Tiwari) Communist Party of India Communist Party of India (Marxist) Indischer Nationalkongress Janata Dal Janata Party Samata Party |
| 1998      | Bahujan Samaj Party Bharatiya Janata Party Communist Party of India Communist Party of India (Marxist) Indischer Nationalkongress Janata Dal Samata Party |
| 1999      | Bahujan Samaj Party Bharatiya Janata Party Communist Party of India Communist Party of India (Marxist) Indischer Nationalkongress Janata Dal (Secular) Janata Dal (United) |
| 2004      | Bahujan Samaj Party Bharatiya Janata Party Communist Party of India Communist Party of India (Marxist) Indischer Nationalkongress Nationalist Congress Party |
| 2009      | Bahujan Samaj Party Bharatiya Janata Party Communist Party of India Communist Party of India (Marxist) Indischer Nationalkongress Nationalist Congress Party Rashtriya Janata Dal |
| 2014      | Bahujan Samaj Party Bharatiya Janata Party Communist Party of India Communist Party of India (Marxist) Indischer Nationalkongress Nationalist Congress Party All India Trinamool Congress |
| 2019      | Bahujan Samaj Party Bharatiya Janata Party Communist Party of India Communist Party of India (Marxist) Indischer Nationalkongress Nationalist Congress Party All India Trinamool Congress |

Um als nationale Partei Indiens anerkannt zu werden, waren bis zur Änderung im August 2016 (s. u.) folgende Bedingungen zu erfüllen: Die politische Partei musste in mindestens vier Bundesstaaten Indiens anerkannt worden sein. War dies der Fall, wurde diese Partei von der Wahlkommission Indiens (Election Commission of India) automatisch als nationale Partei registriert. Eine Partei bekam die Anerkennung in einem Bundesstaat, wenn sie dort mindestens 5 Jahre lang politisch aktiv war, einen Anteil von 4 % des Bundesstaates an das indische Unterhaus (Lok Sabha) entsandte oder 3,33 % des Bundesstaaten-Unterhauses (Vidhan Sabha) aus ihren Mitgliedern bestand.
Folgende Parteien waren im März 2014 als nationale Parteien anerkannt:
- Bahujan Samaj Party (BSP)
- Bharatiya Janata Party (BJP)
- Communist Party of India (CPI)
- Communist Party of India (Marxist) (CPM)
- Indischer Nationalkongress (Indian National Congress, INC)
- Nationalist Congress Party (NCP)

Am 2. September 2016 kam noch hinzu:
- All India Trinamool Congress (AITC)

Bei der gesamtindischen Parlamentswahl 2014 schnitten CPI, CPM und BSP derartig schlecht ab, dass ihnen der Verlust des Status als nationale Partei drohte. Nach der Parlamentswahl in Bihar im Oktober/November 2015 geriet auch der Status der NCP als nationale Partei in Gefahr. Auch die CPM war von diesem Statusverlust bedroht, nachdem sie zwar Mandate und Stimmen in Kerala, Westbengalen und Tripura behaupten konnte, dafür aber bei der Parlamentswahl in Tamil Nadu 2014 ganz schlecht abschnitt.
Am 22. August 2016 gab die Zentrale Wahlkommission neue Regeln bekannt. Demnach erhält eine Partei den Status „nationale Partei“, wenn sie mindestens vier Lok Sabha-Sitze gewonnen, und außerdem mindestens 6 % der Stimmen bei Wahlen zur Lok Sabha oder zum Bundesstaatsparlament in 4 Staaten erhalten hat. Alternativ reichen auch 11 Lok Sabha-Abgeordnete aus drei Staaten aus. Die neuen Regeln wurden ab dem 1. Januar 2014 für rückwirkend gültig erklärt.
Am 7. Juni 2019 reihte sich die National People’s Party in die Reihe der „nationalen Parteien“ ein.
| Symbol | Flagge | Bedeutung                | Partei (Abkürzung)                         |
| ------ | ------ | ------------------------ | ------------------------------------------ |
|        |        | Lotos                    | Bharatiya Janata Party (BJP)               |
|        |        | Blume                    | All India Trinamool Congress (AITC)        |
|        |        | Elefant                  | Bahujan Samaj Party (BSP)                  |
|        |        | Ähren und Sichel         | Communist Party of India (CPI)             |
|        |        | Hammer, Sichel und Stern | Communist Party of India (Marxist) (CPI-M) |
|        |        | Wecker                   | Nationalist Congress Party (NCP)           |
|        |        | Hand                     | Indian National Congress (INC)             |
|        |        | Buch                     | National People’s Party (NPP)              |

Bei der Parlamentswahl 2019 schnitten CPI, NCP und TMC vergleichsweise schlecht ab, so dass ihren der Verlust der Status als nationale Partei drohte. Die BSP sah sich dagegen aufgrund des vergleichsweise guten Abschneidens bei dieser Wahl in ihrem Status bestätigt.

## Auf Bundesstaatsebene anerkannte Parteien
Um den Status einer auf Bundesstaatsebene anerkannten Partei (state party) zu erlangen, muss eine politische Partei mindestens fünf Jahre dort aktiv sein und eine der folgenden vier Bedingungen erfüllen:
1. die Partei muss entweder 3 Sitze oder 3 Prozent der Sitze im Parlament des Bundesstaats gewinnen,
2. die Partei muss mindestens einen pro 25 Wahlkreise zur Lok Sabha (also 4 Prozent der Lok Sabha-Wahlkreise) in dem Bundesstaat gewinnen,
3. die Partei muss mindestens 6 Prozent der Stimmen bei einer Wahl zur Lok Sabha oder zum Parlament des Bundesstaats gewinnen und gleichzeitig mindestens einen Lok Sabha-Wahlkreis bzw. zwei Vidhan-Sabha-Wahlkreise in dem betreffenden Staat gewinnen,
4. die Partei muss mindestens 8 Prozent der Stimmen bei einer Wahl zu Lok Sabha oder Vidhan Sabha in dem betreffenden Staat gewinnen, unabhängig davon ob sie auch Wahlkreise gewinnt (diese letztere Bedingung wurde erst später – 1968 – eingeführt).[10]

Parteien, die auf Bundesstaatsebene anerkannt sind, erhalten von der Indischen Wahlkommission ein Symbol zugeteilt. Dieses Symbol ist für die Partei nur im jeweiligen Bundesstaat reserviert. Es kann dann vorkommen, dass die Wahlkommission genau dasselbe Symbol in einem anderen Bundesstaat einer anderen Partei zuteilt. Beispielsweise ist der indische Löwe sowohl das Parteisymbol des All India Forward Bloc in Westbengalen, als auch das Parteisymbol der Maharashtrawadi Gomantak Party in Goa und der Hill State People’s Democratic Party in Meghalaya.
Folgende Parteien sind auf Bundesstaatsebene anerkannt (Stand: 21. August 2018):

### Liste
| Nr. | Bundesstaat/ Unionsterritorium | Parteiname                                  | Reserviertes Symbol                            |                      |
| --- | ------------------------------ | ------------------------------------------- | ---------------------------------------------- | -------------------- |
| 1.  | Andhra Pradesh                 | Bharat Rashtra Samithi                      | Auto                                           |                      |
| 1.  | Andhra Pradesh                 | Telugu Desam Party                          | Fahrrad                                        |                      |
| 1.  | Andhra Pradesh                 | YSR Congress Party                          | Deckenventilator                               |                      |
| 2.  | Arunachal Pradesh              | People’s Party of Arunachal                 | Maispflanze                                    |                      |
| 3.  | Assam                          | All India United Democratic Front           | Schlüssel und Schloss                          |                      |
| 3.  | Assam                          | Asom Gana Parishad                          | Elefant                                        |                      |
| 3.  | Assam                          | Bodoland People’s Front                     | Hakenpflug (Nangol)                            |                      |
| 4.  | Bihar                          | Janata Dal (United)                         | Pfeil                                          |                      |
| 4.  | Bihar                          | Lok Janshakti Party                         | Bungalow                                       |                      |
| 4.  | Bihar                          | Rashtriya Janata Dal                        | Petroleumlampe                                 |                      |
| 4.  | Bihar                          | Rashtriya Lok Samta Party                   | Deckenventilator                               |                      |
| 5.  | Goa                            | Maharashtrawadi Gomantak Party              | Löwe                                           |                      |
| 5.  | Goa                            | Goa Forward Party                           | Kokosnuss                                      |                      |
| 6.  | Haryana                        | Indian National Lok Dal                     | Brille                                         |                      |
| 7.  | Jammu und Kashmir              | Jammu & Kashmir National Conference         | Pflug                                          |                      |
| 7.  | Jammu und Kashmir              | Jammu & Kashmir National Panthers Party     | Fahrrad                                        |                      |
| 7.  | Jammu und Kashmir              | Jammu and Kashmir People’s Democratic Party | Tintenfass und Schreibfeder                    |                      |
| 8.  | Jharkhand                      | AJSU Party                                  | Banane                                         |                      |
| 8.  | Jharkhand                      | Jharkhand Mukti Morcha                      | Pfeil und Bogen                                |                      |
| 8.  | Jharkhand                      | Jharkhand Vikas Morcha (Prajatantrik)       | Kamm                                           |                      |
| 8.  | Jharkhand                      | Rashtriya Janata Dal                        | Petroleumlampe                                 |                      |
| 9.  | Karnataka                      | Janata Dal (Secular)                        | eine Bäuerin, die Reisstroh auf dem Kopf trägt |                      |
| 10. | Kerala                         | Janata Dal (Secular)                        | eine Bäuerin, die Reisstroh auf dem Kopf trägt |                      |
| 10. | Kerala                         | Kerala Congress (M)                         | zwei Blätter                                   |                      |
| 10. | Kerala                         | Indian Union Muslim League                  | Leiter                                         | IUML Election Symbol |
| 10. | Kerala                         | Revolutionary Socialist Party               | Hacke und Spaten                               |                      |
| 11. | Maharashtra                    | Maharashtra Navnirman Sena                  | Dampflok                                       |                      |
| 11. | Maharashtra                    | Shiv Sena                                   | Pfeil und Bogen                                |                      |
| 12. | Manipur                        | Naga People’s Front                         | Hahn                                           |                      |
| 12. | Manipur                        | People’s Democratic Alliance                | Krone                                          |                      |
| 12. | Manipur                        | National People’s Party                     | Buch                                           |                      |
| 13. | Meghalaya                      | United Democratic Party                     | Trommel                                        |                      |
| 13. | Meghalaya                      | Hill State People’s Democratic Party        | Löwe                                           |                      |
| 13. | Meghalaya                      | National People’s Party                     | Buch                                           |                      |
| 14. | Mizoram                        | Mizo National Front                         | Stern                                          |                      |
| 14. | Mizoram                        | Mizoram People’s Conference                 | Glühbirne                                      |                      |
| 14. | Mizoram                        | Zoram Nationalist Party                     | Sonne (ohne Strahlen)                          |                      |
| 15. | Nagaland                       | Naga People’s Front                         | Hahn                                           |                      |
| 16. | Delhi                          | Aam Aadmi Party                             | Besen                                          |                      |
| 17. | Odisha                         | Biju Janata Dal                             | Muschel                                        |                      |
| 18. | Puducherry                     | All India Anna Dravida Munnetra Kazhagam    | zwei Blätter                                   |                      |
| 18. | Puducherry                     | All India N. R. Congress                    | Kanne                                          |                      |
| 18. | Puducherry                     | Dravida Munnetra Kazhagam                   | aufgehende Sonne                               |                      |
| 18. | Puducherry                     | Pattali Makkal Katchi                       | Mango                                          |                      |
| 19. | Punjab                         | Shiromani Akali Dal                         | Waage                                          |                      |
| 19. | Punjab                         | Aam Aadmi Party                             | Besen                                          |                      |
| 20. | Sikkim                         | Sikkim Democratic Front                     | Regenschirm                                    |                      |
| 20. | Sikkim                         | Sikkim Krantikari Morcha                    | Tischlampe                                     |                      |
| 21. | Tamil Nadu                     | All India Anna Dravida Munnetra Kazhagam    | zwei Blätter                                   |                      |
| 21. | Tamil Nadu                     | Dravida Munnetra Kazhagam                   | aufgehende Sonne                               |                      |
| 21. | Tamil Nadu                     | Desiya Murpokku Dravida Kazhagam            | Nagara                                         |                      |
| 22. | Telangana                      | All India Majlis-e-Ittehadul Muslimeen      | Drachen (Fluggerät)                            |                      |
| 22. | Telangana                      | Telangana Rashtra Samithi                   | Auto                                           |                      |
| 22. | Telangana                      | Telugu Desam Party                          | Fahrrad                                        |                      |
| 22. | Telangana                      | YSR Congress Party                          | Deckenventilator                               |                      |
| 23. | Uttar Pradesh                  | Rashtriya Lok Dal                           | Handpumpe                                      |                      |
| 23. | Uttar Pradesh                  | Samajwadi Party                             | Fahrrad                                        |                      |
| 24. | Westbengalen                   | All India Forward Bloc                      | Löwe                                           |                      |
| 24. | Westbengalen                   | Revolutionary Socialist Party               | Hacke und Spaten                               |                      |

## Weitere in den Parlamenten vertretene Parteien
Folgende Parteien sind nicht als Bundesstaatsparteien anerkannt, aber derzeit auf nationaler und/oder auf Bundesstaatsebene im Parlament vertreten (Stand: Juni 2016):
- Apna Dal (AD) (Uttar Pradesh)
- Badavara Shramikara Raitala Congress (BSRCP) (Karnataka)
- Bahujan Vikas Aaghadi (BVA) (Maharashtra)
- Bharipa Bahujan Mahasangh (BBM) (Maharashtra)
- Communist Marxist Party Kerala State Committee (Kerala)
- Communist Party of India (Marxist-Leninist) Liberation (CPI(ML)(L)) (Jharkhand)
- Garo National Council (GNC) (Meghalaya)
- Goa Vikas Party (GVP) (Goa)
- Gorkha Janmukti Morcha (GOJAM) (Westbengalen)
- Gujarat Parivartan Party (GPP) (Gujarat)
- Himachal Loktantrik Party (HLP) (Himachal Pradesh)
- Hindustani Awam Morcha (Secular) (Bihar)
- Ittehad-e-Millat Council (IEMC) (Uttar Pradesh)
- Jai Bharat Samanta Party (JBSP) (Jharkhand)
- Jammu & Kashmir People’s Conference (Jammu und Kashmir)
- Jharkhand Party (JKP) (Jharkhand)
- Karnataka Makkala Paksha (KMP) (Karnataka)
- Kerala Congress (B) (KC(B)) (Kerala)
- Kerala Congress (Jacob) (KC(J)) (Kerala)
- Kerala Congress (Secular) (KC(S)) (Kerala)
- Marxist Coordination Committee (MCC) (Jharkhand)
- National Secular Conference (Kerala)
- National Unionist Zamindara Party (NUZP) (Rajasthan)
- Navjawan Sangharsh Morcha (Jharkhand)
- Navodayam Party (Andhra Pradesh)
- North East Social Democratic Party (NESDP) (Meghalaya)
- Peace Party (PECP) (Uttar Pradesh)
- Peasants and Workers Party of India (PWPI) (Maharashtra)
- Quami Ekta Dal (QED) (Uttar Pradesh)
- Rashtriya Samaj Paksha (RSPS) (Maharashtra)
- Samata Kranti Dal (SKD) (Odisha)
- Sarvodaya Karnataka Paksha (SKP) (Karnataka)
- Swabhimani Paksha (SWP) (Maharashtra)
- Uttarakhand Kranti Dal (P) (UKDP) (Uttarakhand)